# Claudia Bouvette
Claudia Bouvette née le 5 juillet 1995 à Bromont est une auteure-compositrice-interprète et actrice québécoise.

## Biographie
Claudia Bouvette s'est fait découvrir en 2011 lors de Mixmania 2. Elle est connue pour avoir interpréter les rôles dans les séries télévisées Jérémie et Projet Innocence,.
Elle est passionnée de musique depuis son enfance. Vers l'âge de 7 ou 8 ans, elle apprend le violon.  Elle apprend la flûte traversière, le piano et le synthétiseur au secondaire. Elle joue aussi de la guitare.

### Vie privée
Claudia a été en couple avec l'acteur Lou-Pascal Tremblay. Ils sont d'ailleurs toujours des amis. Elle et Lou-Pascal ont raconté leur séparation afin d'offrir des conseils aux jeunes vivant la même situation. Elle a aussi été en couple avec Jay Du Temple et le chanteur Les Louanges. Présentement, Claudia est célibataire et explique qu'elle aime bien la solitude.

## Carrière
En 2011, Claudia a été sélectionnée afin de faire partie de Mixmania 2, qui a été diffusée à VrakTV. Elle était avec les 3 autres participantes dans l'équipe des Glamies. Elle a vécue son retour difficilement après son passage à Mixmania 2. Elle dit qu'elle n'était pas prête à son retour au secondaire étant devenue une vedette du jour au lendemain. Lorsque Mixmania 2 s'est terminé, elle a commencé à écrire, alors âgée de 16 ou 17 ans.
En 2019, elle lance son premier EP Cool It. Elle a pris son temps afin d'obtenir le bon son pour son EP. C'est en 2022, qu'elle lance son premier album The Paradise Club. Le style de musique qu'elle décrit pour cet album est le dream pop alternative. Deux ans plus tard, elle lance son nouvel album Diary For The Lonely Hearts. Cette fois ci elle avec un style de musique pop plus direct. 
Sa carrière d'actrice commence peu après son passage à Mixmania 2. Toutefois, elle n'a pas fait de formation et elle dit que ça vient avec un Syndrome de l'imposteur. Elle a été vue dans des publicités et a ensuite obtenue en 2014 un rôle dans 30 vies,. C'est à la suite de ce rôle qu'elle décroche le rôle dans la série télévisée Subito texto.
En 2015, elle obtient le rôle de Raphaëlle dans la série télévisée Jérémie. Elle a interprétée Raphaëlle pendant 5 saisons de 2015 à 2019.
En 2017, elle participe à l'émission Les dieux de la danse aux côtés de Pier-Luc Funk. L'année suivante, elle y participe pour une deuxième fois aux côtés de Lou-Pascal Tremblay.
En 2018, elle obtient le rôle de Noémie dans le long métrage Charlotte a du fun.
En 2022, elle a participé à l'émission Big Brother Célébrités. L'année suivante, elle participe à la compétition musicale Zénith et fait partie de la génération Z.
En 2024, elle interprète Vicky Tremblay, une jeune prostituée, dans la série télévisée Projet Innocence.
En 2025, Claudia interprète Andréanne Simard dans la série télévisée Stat.

## Filmographie

### Télévision
- 2014 : 30 vies : Sarah-Maude Petit
- 2015 - 2017 : Subito texto : Sierra Marceau-Desgagnés (saison 3 à 5)
- 2015-2019 : Jérémie : Raphaëlle
- 2017 : District 31 : Laura Saindon
- 2019 : Cerebrum : Alice Perrin
- 2021 : Toute la vie : Martine Roy
- 2022 : La maison des folles : Vanessa
- 2024 : Projet Innocence : Vicky Tremblay
- 2025 : Stat : Andréanne Simard

### Cinéma
- 2018 : Charlotte a du fun de Sophie Lorain : Noémie
- 2021 : Respire de Onur Karaman : Josée